# Miconia alpina
Miconia alpina  es una especie de planta con flor en la familia de las Melastomataceae. 

## Distribución y hábitat
Es endémica de Ecuador y de Perú. Es un arbusto, de bosques andinos ecuatorianos y peruanos, naturalmente fragmentados en el centro y sur. La mayoría de los especímenes son del parque nacional Huascarán. Los ambientes donde crece esta especie están sujetos a tala e incendios intencionales, por lo que tiene amenaza de pérdida de hábitat.

## Taxonomía
Miconia alpina fue descrita por Célestin Alfred Cogniaux  y publicado en Botanische Jahrbücher für Systematik, Pflanzengeschichte und Pflanzengeographie 42: 146. 1908.
Etimología
Miconia: nombre genérico que fue otorgado en honor del botánico catalán Francisco Micó.
alpina: epíteto latíno que significa "de las montañas"